# Thierry Moutinho
Thierry Moutinho Rua (Ginebra, Suiza, 26 de febrero de 1991) es un futbolista portugués. Juega de centrocampista en el A. E. Larissa F. C. de la Segunda Superliga de Grecia.

## Trayectoria
Moutinho nació en Ginebra, se formó en las filas del Servette, tiene pasaporte portugués debido al origen de sus padres. Pese a comenzar disputando partidos con la selección sub-17 de Suiza, ya ha debutado con la selección sub-20 de Portugal. También sabe lo que es disputar tres partidos en la Europa League con el Servette FC. Lleva en este club de la ciudad de que le vio nacer desde que dejara el modesto Étoile Carouge al finalizar la temporada 2008-09.
En el verano de 2011, con el Servette recién ascendido a la Super Liga, aterrizó en España para jugar como cedido con el CD Badajoz. El equipo extremeño, que militó esa temporada en Segunda División B, desaparecería un año más tarde por problemas económicos. La afición pacense disfrutó de la mejor versión del extremo luso. Anotó 5 goles en los 19 partidos de la primera vuelta, jugando todos ellos como titular. Pero, tras la destitución en el mes de noviembre del entrenador del Servette, por los malos resultados del equipo, su sustituto lo recuperó, haciendo efectiva un cláusula en la que podría volver a Suiza si el Servette lo quería en cualquier momento. Al finalizar la primera vuelta, el Badajoz se quedó compuesto y sin Moutinho.
En el mercado de invierno de la temporada 2013/14 firmó por el Albacete Balompié, procedente del Servette suizo, tras pasar el reconocimiento médico, firma hasta junio del año 2015. 
Tras desvincularse del FCSB de la liga 1 de Rumania el 14 de enero de 2020 firmó por el Córdoba Cf de la Segunda División B de España hasta final de temporada.
En verano de 2015, firma por el RCD Mallorca de la Segunda División de España El jugador fichó en enero de 2016 por el CD Tenerife, en calidad de cedido.
Tras el descenso del RCD Mallorca a Segunda División B de España, fichó por el CFR Cluj para después llegar cedido en el mercado invernal a la Cultural y Deportiva Leonesa y así volver a jugar en la Segunda División de España.

## Clubes
| Club                                  | País    | Año       |
| ------------------------------------- | ------- | --------- |
| Servette F. C.                        | Suiza   | 2010-2013 |
| C. D. Badajoz (cesión)                | España  | 2011-2012 |
| Albacete Balompié                     | España  | 2014-2015 |
| R. C. D. Mallorca                     | España  | 2015-2017 |
| C. D. Tenerife (cesión)               | España  | 2016      |
| CFR Cluj                              | Rumania | 2017-2019 |
| Cultural y Deportiva Leonesa (cesión) | España  | 2018      |
| FCSB                                  | Rumania | 2019      |
| Córdoba C. F.                         | España  | 2020-2021 |
| Levadiakos F. C.                      | Grecia  | 2021-2023 |
| Atenas Kallithea F. C.                | Grecia  | 2023-2024 |
| A. E. Larissa F. C.                   | Grecia  | 2025-     |

## Palmarés

### Títulos nacionales
| Título               | Club     | País    | Año  |
| -------------------- | -------- | ------- | ---- |
| Supercopa de Rumania | CFR Cluj | Rumania | 2018 |
| Liga I               | CFR Cluj | Rumania | 2019 |